# Albatraoz
Albatraoz är svensk musikgrupp från Borås bildad av Aron "AronChupa" Ekberg, Måns Harvidsson, Anderas “Andy” Reinholdsson, Nicklas “Savvo” Savolainen och Rasmus “Salle” Sahlberg. Gruppen fick sitt genombrott 2013 med låten “Albatraoz” som låg på top 100 på Spotify i 18 veckor. I april 2014 släppte de sin andra singel "Arriba" och även denna placerade sig på top 100 på Spotify. Efter ytterligare ett antal uppföljarsinglar tog bandet 2017 en paus i turnerandet och snart därefter upplöstes bandet. 